# Портрет на Козимо I де Медичи
„Портрет на Козимо I де Медичи“ е картина на италианския художник Аньоло ди Козимо, известен като Брондзино, завършена през 1545 г. Изложена е в Галерия „Уфици“ във Флоренция.
Като придворен художник на Медичите Брондзино е автор на няколко портрета на Веикия херцог Козимо I де Медичи. На този Козимо е представен на млади години и по думите на Джорджо Вазари „облечен в бяла броня и с ръка върху шлем“. Портретът цели да покаже властния и горд темперамент на Великия херцог, със странична светлина, падаща върху лицето и върху метални му доспехи.